# 546e division de grenadiers
La 546e division de grenadiers (en allemand : 546. Grenadier-Division ou 546. GD) est une des divisions d'infanterie de l'armée allemande (Wehrmacht) durant la Seconde Guerre mondiale.

## Historique
La 546e division de grenadiers est formée le 7 juillet 1944 comme Sperr-Division 546 dans le Wehrkreis XVII en tant qu'élément de la 29. Welle (29e vague de mobilisation).
Elle est absorbée par la 45. Grenadier-Division le 19 juillet 1944.

## Organisation

### Commandants
| Date                             | Grade        | Commandant     |
| -------------------------------- | ------------ | -------------- |
| 7 juillet 1944 - 19 juillet 1944 | Generalmajor | Richard Daniel |

## Théâtres d'opérations
- Allemagne : Juillet 1944

## Ordre de bataille
- Grenadier Regiment 1088
- Grenadier Regiment 1089
- Grenadier Regiment 1090
- Artillerie-Regiment 1546
  - I. Abteilung
  - II. Abteilung
  - III. Abteilung
  - IV. Abteilung
- Füsilier-Kompanie 545
- Nachrichten-Kompanie 1546
- Nachschubtruppen 1546